# Systematik der Säugetiere
Die folgende Systematik der Säugetiere stellt die Klassifikation der rezenten (d. h. heute lebenden oder nach der letzten Eiszeit ausgestorbenen) Säugetiere bis auf Familienebene dar.

## Gliederung
Klasse Säugetiere (Mammalia)
- Unterklasse Ursäuger (Protheria)
  - Ordnung Kloakentiere (Monotremata)
    - Ameisenigel (Tachyglossidae)
    - Schnabeltier (Ornithorhynchidae)
- Unterklasse Beutelsäuger (Metatheria / Marsupialia)
  - Ordnung Didelphimorphia
    - Beutelratten (Didelphidae)

  - Ordnung Paucituberculata
    - Mausopossums (Caenolestidae)

  - Überordnung Australidelphia
    - Ordnung Microbiotheria
      - Microbiotheriidae

    - Ordnung Notoryctemorphia
      - Beutelmulle (Notoryctidae)

    - Ordnung Raubbeutlerartige (Dasyuromorphia) 
      - † Beutelwolf (Thylacinidae)
      - Ameisenbeutler (Myrmecobiidae)
      - Raubbeutler (Dasyuridae)

    - Ordnung Nasenbeutler (Peramelemorphia)
      - Kaninchennasenbeutler (Thylacomyidae)
      - † Schweinsfuß-Nasenbeutler (Chaeropodidae)
      - Eigentliche Nasenbeutler (Peramelidae)

    - Ordnung Diprotodontia
      - Unterordnung Vombatiformes
        - Koala (Phascolarctidae)
        - Wombats (Vombatidae)

      - Unterordnung Phalangeriformes
        - Überfamilie Kletterbeutlerartige (Phalangeroidea)
          - Bilchbeutler (Burramyidae)
          - Kletterbeutler (Phalangeridae)

        - Überfamilie Gleitbeutlerartige (Petauroidea)
          - Ringbeutler (Pseudocheiridae)
          - Gleitbeutler (Petauridae)
          - Rüsselbeutler (Tarsipedidae)
          - Zwerggleitbeutler (Acrobatidae)

      - Unterordnung Känguruartige (Macropodiformes)
        - Moschusrattenkänguru (Hypsiprymnodontidae)
        - Rattenkängurus (Potoroidae)
        - Kängurus (Macropodidae)
- Unterklasse Höhere Säugetiere/Plazentatiere (Eutheria/Plazentalia)
  - Überordnung Afrotheria
    - Ordnung Tenrekartige (Afrosoricida)
      - Goldmulle (Chrysochloridae)
      - Unterordnung Tenrecomorpha[1]
        - Tenreks (Tenrecidae)
        - Otterspitzmäuse (Potamogalidae)
        - † Plesiorycteropodidae[2]

    - Ordnung Rüsselspringer (Macroscelidea)
      - Macroscelididae
      - Rüsselhündchen (Rhynchocyonidae)

    - Ordnung Röhrenzähner (Tubulidentata)
      - Erdferkel (Orycteropodidae)

    - Ordnung Hyracoidea
      - Schliefer (Procaviidae)

    - Ordnung Rüsseltiere (Proboscidea)
      - Elefanten (Elephantidae)

    - Ordnung Seekühe (Sirenia) 
      - Gabelschwanzseekühe (Dugongidae)
      - Rundschwanzseekühe (Trichechidae)

  - Überordnung Nebengelenktiere (Xenarthra)[3]
    - Ordnung Gepanzerte Nebengelenktiere (Cingulata)
      - Gürteltiere (Dasypoda)
        - Dasypodidae
        - Chlamyphoridae

    - Ordnung Zahnarme (Pilosa)
      - Unterordnung Faultiere (Folivora)
        - Dreifinger-Faultiere (Bradypodidae)
        - Zweifinger-Faultiere (Megalonychidae)

      - Unterordnung Ameisenbären (Vermilingua)
        - Myrmecophagidae
        - Zwergameisenbären (Cyclopedidae)

  - Überordnung Euarchontoglires
    - Ordnung Spitzhörnchen (Scandentia)
      - Federschwanz-Spitzhörnchen (Ptilocercidae)
      - Tupaiidae

    - Ordnung Dermoptera
      - Riesengleiter (Cynocephalidae)

    - Ordnung Primaten (Primates)
      - Unterordnung Feuchtnasenaffen (Strepsirrhini) 
        - Teilordnung Lemuren (Lemuriformes)
          - Katzenmakis (Cheirogaleidae)
          - Gewöhnliche Makis (Lemuridae)
          - Wieselmakis (Lepilemuridae)
          - Indriartige (Indriidae)
          - Fingertier (Daubentoniidae)
          - † Archaeolemuridae
          - † Megaladapidae
          - † Palaeopropithecidae

        - Teilordnung Loriartige (Lorisiformes)
          - Loris (Lorisidae)
          - Galagos (Galagonidae)

      - Unterordnung Trockennasenaffen (Haplorhini) 
        - Teilordnung Tarsiiformes
          - Koboldmakis (Tarsiidae)

        - Teilordnung Neuweltaffen (Platyrrhini)
          - Krallenaffen (Callitrichidae)
          - Kapuzinerartige (Cebidae)
          - Nachtaffen (Aotidae)
          - Sakiaffen (Pitheciidae)
          - Klammerschwanzaffen (Atelidae)

        - Teilordnung Altweltaffen (Catarrhini)
          - Überfamilie Geschwänzte Altweltaffen (Cercopithecoidea)
            - Meerkatzenverwandte (Cercopithecidae)

          - Überfamilie Menschenartige (Hominoidea)
            - Gibbons (Hylobatidae)
            - Menschenaffen (Hominidae)

    - Ordnung Nagetiere (Rodentia)
      - Unterordnung Hörnchenverwandte (Sciuromorpha)
        - Stummelschwanzhörnchen (Aplodontidae)
        - Hörnchen (Sciuridae)
        - Bilche (Gliridae)

      - Unterordnung Biberverwandte (Castorimorpha)
        - Biber (Castoridae)
        - Taschenmäuse (Heteromyidae)
        - Taschenratten (Geomyidae)

      - Unterordnung Mäuseverwandte (Myomorpha)
        - Springmäuse (Dipodidae)
        - Birkenmäuse (Sicistidae)
        - Hüpfmäuse (Zapodidae)
        - Überfamilie Mäuseartige (Muroidea)
          - Stachelbilche (Platacanthomyidae)
          - Spalacidae
          - Maushamster (Calomyscidae)
          - Nesomyidae
          - Wühler (Cricetidae)
          - Langschwanzmäuse (Muridae)

      - Unterordnung Dornschwanzhörnchenverwandte (Anomaluromorpha)
        - Springhase (Pedetidae)
        - Dornschwanzhörnchen (Anomaluridae)
        - Dornschwanzbilch (Zenkerellidae)

      - Unterordnung Stachelschweinverwandte (Hystricomorpha)
        - Laotische Felsenratte (Diatomyidae)
        - Teilordnung Ctenodactylomorphi
          - Kammfinger (Ctenodactylidae)

        - Teilordnung Hystricognathi
          - Stachelschweine (Hystricidae)
          - Sandgräber (Bathyergidae)
          - Nacktmull (Heterocephalidae)
          - Felsenratte (Petromuridae)
          - Rohrratten (Thryonomyidae)
          - Parvorder Meerschweinchenverwandte (Caviomorpha)
            - Baumstachler (Erethizontidae)
            - Chinchillas (Chinchillidae)
            - Pakarana (Dinomyidae)
            - Meerschweinchen (Caviidae)
            - Agutis und Acouchis (Dasyproctidae)
            - Pakas (Cuniculidae)
            - Kammratten (Ctenomyidae)
            - Trugratten (Octodontidae)
            - Chinchillaratten (Abrocomidae)
            - Stachelratten (Echimyidae)
            - † Riesenhutias (Heptaxodontidae)

    - Ordnung Hasenartige (Lagomorpha) 
      - Pfeifhasen (Ochotonidae)
      - Hasen (Leporidae)

  - Überordnung Laurasiatheria
    - Ordnung Insektenfresser (Eulipotyphla)
      - Igel (Erinaceidae)
      - † Karibische Spitzmäuse (Nesophontidae)
      - Schlitzrüssler (Solenodontidae)
      - Spitzmäuse (Soricidae)
      - Maulwürfe (Talpidae)

    - Ordnung Fledertiere (Chiroptera)
      - Unterordnung Yangochiroptera
        - Überfamilie Pteropodoidea 
          - Flughunde (Pteropodidae)

        - Überfamilie Hufeisennasenartige (Rhinolophoidea)
          - Schweinsnasenfledermaus (Craseonycteridae)
          - Hufeisennasen (Rhinolophidae)
          - Rundblattnasen (Hipposideridae)
          - Großblattnasen (Megadermatidae)
          - Schlitznasen (Nycteridae)
          - Rhinonycteridae
          - Mausschwanzfledermäuse (Rhinopomatidae)

      - Unterordnung Yinpterochiroptera
        - Überfamilie Emballonuroidea
          - Glattnasen-Freischwänze (Emballonuridae)
          - Schlitznasen (Nycteridae)

        - Überfamilie Hasenmaulartige (Noctilionoidea)
          - Stummeldaumen (Furipteridae)
          - Kinnblattfledermäuse (Mormoopidae)
          - Neuseelandfledermäuse (Mystacinidae)
          - Madagassische Haftscheibenfledermaus (Myzopodidae)
          - Hasenmäuler (Noctilionidae)
          - Blattnasen (Phyllostomidae)
          - Amerikanische Haftscheibenfledermäuse (Thyropteridae)

        - Überfamilie Glattnasenartige (Vespertilionoidea) 
          - Cistugidae
          - Langflügelfledermäuse (Miniopteridae)
          - Bulldoggfledermäuse (Molossidae)
          - Trichterohren (Natalidae)
          - Glattnasen (Vespertilionidae)

    - Ordnung Pholidota
      - Schuppentiere (Manidae)

    - Ordnung Raubtiere (Carnivora)
      - Unterordnung Katzenartige (Feliformia) 
        - Pardelroller (Nandiniidae)
        - Katzen (Felidae)
        - Linsangs (Prionodontidae)
        - Schleichkatzen (Viverridae)
        - Hyänen (Hyaenidae)
        - Mangusten (Herpestidae)
        - Madagassische Raubtiere (Eupleridae)

      - Unterordnung Hundeartige (Caniformia)
        - Hunde (Canidae)
        - Bären (Ursidae)
        - Robben (Pinnipedia)
          - Ohrenrobben (Otariidae)
          - Walross (Odobenidae)
          - Hundsrobben (Phocidae)

        - Überfamilie Marderverwandte (Musteloidea)
          - Marder (Mustelidae)
          - Skunks (Mephitidae)
          - Kleinbären (Procyonidae)
          - Kleine Pandas (Ailuridae)

    - Ordnung Unpaarhufer (Perissodactyla)
      - Pferde (Equidae)
      - Tapire (Tapiridae)
      - Nashörner (Rhinocerotidae)

    - Ordnung Paarhufer (Artiodactyla)
      - Unterordnung Schweineartige (Suina) 
        - Echte Schweine (Suidae)
        - Nabelschweine (Tayassuidae)

      - Unterordnung Schwielensohler (Tylopoda) 
        - Kamele (Camelidae)

      - Unterordnung Wiederkäuer (Ruminantia) 
        - Hirschferkel (Tragulidae)
        - Moschustiere (Moschidae)
        - Hirsche (Cervidae)
        - Gabelbock (Antilocapridae)
        - Giraffenartige (Giraffidae)
        - Hornträger (Bovidae)

      - Unterordnung Ancodonta
        - Flusspferde (Hippopotamidae)

    - Ordnung Wale (Cetacea)
      - Unterordnung Bartenwale (Mysticeti)
        - Glattwale (Balaenidae)
        - Furchenwale (Balaenopteridae)
        - Cetotheriidae

      - Unterordnung Zahnwale (Odontoceti)
        - Überfamilie Delfinartige (Delphinoidea)
          - Delfine (Delphinidae)
          - Gründelwale (Monodontidae)
          - Schweinswale (Phocoenidae)

        - Pottwale (Physeteridae)
        - Zwergpottwale (Kogiidae)
        - Gangesdelfine (Platanistidae)
        - Amazonas-Flussdelfine (Iniidae)
        - † Chinesischer Flussdelfin (Lipotidae)
        - La-Plata-Delfin (Pontoporiidae)
        - Schnabelwale (Ziphiidae)

## Anmerkung
Diese Darstellung gibt die derzeit in der Wikipedia verwendete Systematik der Säugetiere wieder und basiert weitgehend auf dem Handbook of the Mammals of the World. Da die biologische Systematik ein aktives Forschungsfeld ist, kann die Übersicht in ihren Details von anderen in der Literatur zu findenden Systemen abweichen.